# Dancing with Strangers
Dancing With Strangers è il nono album in studio del musicista britannico Chris Rea, pubblicato nel 1987.

## Tracce
1. Joys of Christmas – 5:15
2. I Can't Dance to That – 4:19
3. Windy Town – 4:25
4. Gonna Buy a Hat – 4:25
5. Curse of the Traveller – 6:26
6. Let's Dance – 4:07
7. Que Sera – 5:23
8. Josie's Tune – 2:19
9. Loving You Again – 5:40
10. That Girl of Mine – 3:41
11. September Blue – 3:09
12. I Don't Care Any More – 2:10
13. Donahue's Broken Wheel – 3:02
14. Danielle's Breakfast – 4:33